# 장흥 보림사 사천왕상 복장 금강반야론
보림사 사천왕상 복장 금강반야론(寶林寺 四天王像 腹藏 金剛般若論)은 전라남도 장흥군 유치면 보림사에 있는 조선시대의 금강반야론이다. 1998년 8월 20일 전라남도의 유형문화재 제196호로 지정되었다.

## 개요
전라남도 장흥군 유치면 봉덕리에 위치한 보림사의 사천왕상 속에 들어있던 유물 중 하나이다.
『금강반야론』은 금강반야바라밀경을 풀어 쓴 경전이다. 금강반야바라밀경은 줄여서 ‘금강경’이라고 부르기도 하며 우리나라에서는 반야심경 다음으로 많이 읽힌 책이다.
이 책은 본래 고려대장경에 속해 있었는데, 이 판본만 별도로 조선 전기에 간행한 것으로 보인다.
조선시대에 간행한 것에 대한 기록은 따로 남아 있지 않지만, 원판은 1236년 해인사대장경을 만들기 위해 설치한 기구인 대장도감에서 만들었다는 기록이 남아 있다.

## 참고 문헌
- 보림사사천왕상복장금강반야론 - 국가유산청 국가유산포털